# Chaim Janowski
Chaim Janowski, Chajkel Janowski (ur. ok. 1867 w Wołkowysku, zm. 10 stycznia 1935 w Tokio) – kupiec żydowski z Łodzi, działacz społeczny, prezes Łódzkiego Towarzystwa Zwolenników Gry Szachowej. Był bratem wybitnego szachisty Dawida Janowskiego, pretendenta do tytułu mistrza świata. Sam również z powodzeniem grał w szachy, zdobywając m.in. mistrzostwo Łodzi, przypisywane jest mu ponadto odkrycie talentu Akiby Rubinsteina.
Urodzony na Białorusi, w Łodzi osiadł prawdopodobnie w latach 80. XIX wieku i po ukończeniu miejscowych szkół włączył się w życie gospodarcze i społeczne miasta. Był współwłaścicielem firmy Mordka Józef Landau i Chaim Janowski. Jako uznany znawca śpiewu liturgicznego oraz dyrygent chóru i orkiestry w 1901 był jednym z wiodących inicjatorów utworzenia Żydowskiego Towarzystwa Muzycznego i Literackiego „Hazomir”, a w latach 1907–1912 stał na jego czele. Dzięki posiadanym środkom finansowym umożliwił rozwój kariery łódzkiego kantora, kompozytora Abrahama Ber Birnbauma. Działał w Towarzystwie Żydowskich Szkół Średnich w Łodzi (był członkiem zarządu). W życiu religijnym gminy pełnił obowiązki starszego domu modlitwy przy ulicy Długiej.

## Życiorys
Od 1897 uczestniczył w życiu szachowym Łodzi. W pierwszych mistrzostwach miasta w 1897 zajął IV miejsce, przegrywając rywalizację z Wiktorem Abkinem, Henrykiem Salwe i Mojżeszem Grawe, również rok później uplasował się na IV pozycji, tym razem za Henrykiem Salwe, Samuelem Rosenblattem i Mojżeszem Grawe. Największy sukces sportowy odniósł w mistrzostwach Łodzi na przełomie 1899 i 1900, kiedy to w gronie dziewięciu graczy triumfował z dorobkiem 15,5 punktów na 16 możliwych. W kolejnych latach stopniowo ograniczał występy turniejowe, chociaż jeszcze w 1905 w dużym turnieju handicapowym (uwzględniającym możliwości sportowe poszczególnych szachistów) zajął III lokatę wśród 22 graczy.
Od początku XX wieku Janowski bardziej zaangażował się w szachową działalność organizacyjną. Uzyskał wsparcie miłośnika szachów, carskiego oficera Konstantego Michajłowicza Manakina, i doprowadził w 1903 do powstania Łódzkiego Towarzystwa Zwolenników Gry Szachowej. Początkowo pełnił obowiązki gospodarza lokalu klubowego (przy ulicy Piotrkowskiej), potem został wiceprezesem; prezesurę przyznano Manakinowi, ale faktycznie klubem kierował Janowski, doprowadzając do szybkiego wzrostu liczby członków. W latach 1907–1912 Janowski był już prezesem także formalnie. W okresie jego kadencji Łódź zorganizowała m.in. wszechrosyjski turniej mistrzów. W kolejnych latach Janowski nadal aktywnie uczestniczył w pracach Towarzystwa jako działacz, doprowadzając do przyjazdu znanych graczy (Franka Marshalla, Jefima Bogolubowa, Aleksandra Flamberga) oraz wspierając finansowo rozwój talentów szachowych graczy młodszego pokolenia – przede wszystkim Akiby Rubinsteina, ale także Dawida Daniuszewskiego, Gersza Rotlewiego, Teodora Regedzińskiego. Łódzkie Towarzystwo Zwolenników Gry Szachowej obdarzyło go tytułem prezesa honorowego, a w Księdze jubileuszowej klubu z 1938 określony został mianem „poważnego działacza społecznego i wielkiego miłośnika szachów”.
Ostatnim łódzkim akcentem szachowym w życiorysie Janowskiego był udział w meczu drużynowym z reprezentacją Warszawy w 1922, zakończonym wysokim zwycięstwem stołecznych graczy; Janowski w swoim pojedynku uległ Dawidowi Przepiórce. Niebawem Janowski opuścił Polskę, przez pewien czas przebywał w Berlinie (gdzie działał społecznie w środowisku muzycznym), a następnie wyjechał do Japonii. Zmarł w Tokio na początku 1935, pochowany został w Jokohamie.
Jego żona Hanna pracowała jako nauczycielka muzyki; zmarła w wieku 26 lat 6 marca 1900 w Łodzi. Syn Leon towarzyszył ojcu w Japonii, gdzie pozostał na stałe jako profesor tokijskiego konserwatorium.